# 印第安韋爾斯網球花園
33°43′26.72″N 116°18′20.17″W / 33.7240889°N 116.3056028°W
印第安韋爾斯網球花園（Indian Wells Tennis Garden）位於美國印第安韋爾斯（靠近棕櫚泉），共有29個網球場 ，是印第安韋爾斯網球公開賽的舉辦地點。客容量達16,100人的一號球場是世界第二大室外網球場，僅次於紐約亞瑟·艾許球場。
印第安韋爾斯網球花園在2000年印第安維爾斯大師賽啟用，場館在2013年賽事結束後進行擴建和升級，包括新建一座可容納8,000個座位的二號球場。

## 外部連結
- IWTG Official Site （页面存档备份，存于）
- Official website of the BNP Paribas Open